# Car

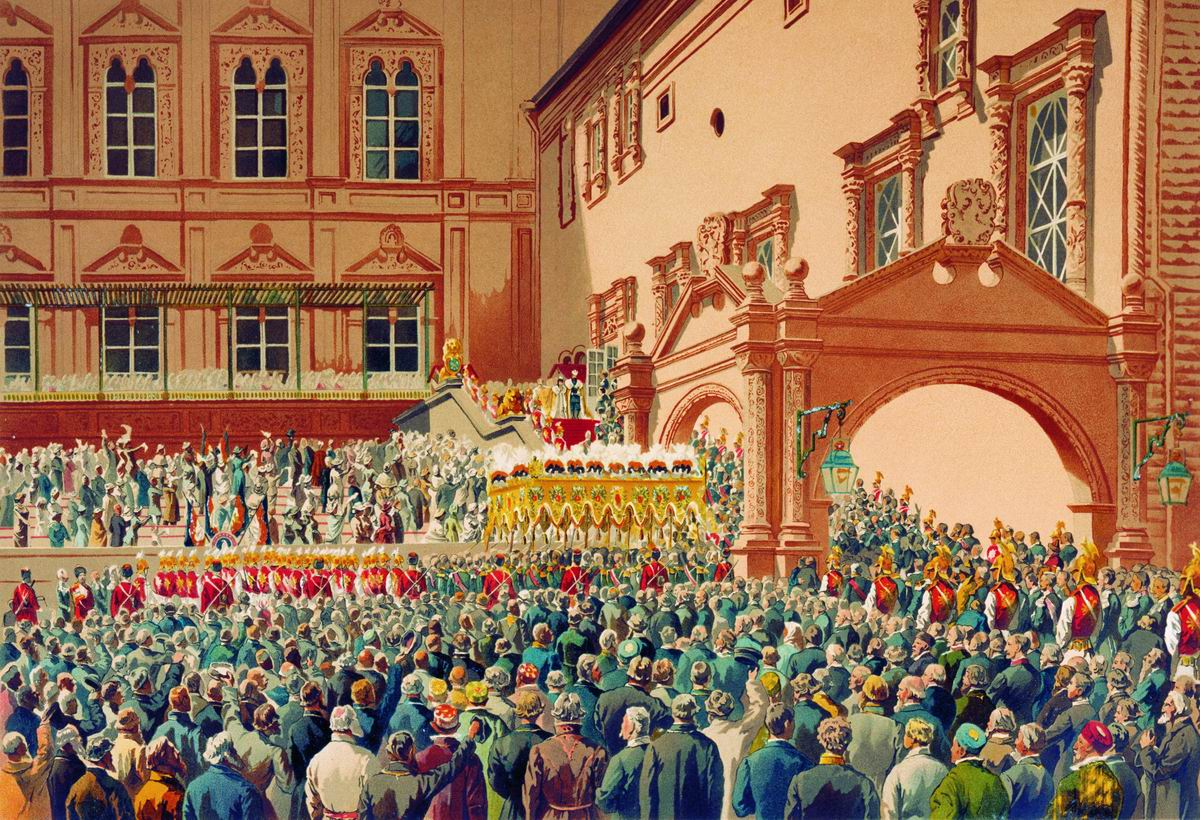
Recepce ruského cara v moskevském Kremlu

Car byl titul panovníka v Rusku a Bulharsku (z latinského caesar, císař). Původně titul představoval slovanskou verzi císařského titulu a značil nárok na postavení rovné byzantským císařům. Později převzal význam titulu krále.

## Ruský car
V Rusku začal jako první používat titul car (pro ženu v přechýleném tvaru carica) neoficiálně velkokníže moskevský Ivan III. Veliký, ale pouze v diplomatickém styku s méně významnými státy, například s Livonskem. Roku 1514 použil jeho nástupce Vasilij III. Ivanovič titul „car a vládce celé Rusi“ („car i gosudar vseja Rusii“) v návrhu rusko-habsburské spojenecké smlouvy, kterou v této podobě potvrdil císař Maxmilián I. Habsburský. Toho později využil Petr I. Veliký, který se snažil odůvodnit starobylý nárok ruských carů na císařskou hodnost. Roku 1721 mu Senát udělil titul imperátora. Tím se titul cara stal neoficiálním. 
Oficiálně se ruským carem nechal korunovat jako první v roce 1547 Rurikovec Ivan IV. Hrozný. A posledním ruským carem byl Mikuláš II. z holštýnsko-gottorpské dynastie, sesazený v roce 1917 při bolševické revoluci.
Ve východní, pravoslavné oblasti se užívá pro krále i mimo tuto oblast ruský název Polského království v době Kongresovky: Царство Польское – zatímco pro „západní“ krále byl užíván název король. Obdobně se jako o „carech“ mluví v ruštině i o biblických králích Davidovi nebo Šalomounovi, o mongolských a tatarských chánech včetně vládců Zlaté hordy a podobně.

## Bulharský car
V Bulharsku přijal jako první titul cara (basilea) Bulharů kníže Symeon I. již v roce 917 ve snaze vyrovnat se, poté, co dosáhl vítězství nad byzantským vojskem u Anchialu, konstantinopolskému panovníkovi. V roce 1018 první bulharské carství zaniklo a Bulharsko se stalo součástí byzantské říše. Ke vzniku druhé bulharské říše došlo v roce 1186 pod vládou carů z dynastie Asenovců. Ani ta však neměla dlouhého trvání. Rozpadla se koncem 14. století pod náporem osmanských Turků. Samostatný bulharský stát byl obnoven jako knížectví koncem 19. století. V roce 1908 přijal jeho vládce Ferdinand I. z dynastie Sachsen-Coburg-Koháry carský titul. Posledním bulharským carem byl v letech 1943–1946 nezletilý Simeon II. (Po návratu z exilu byl roku 2001 zvolen předsedou bulharské vlády.)

## Srbský car

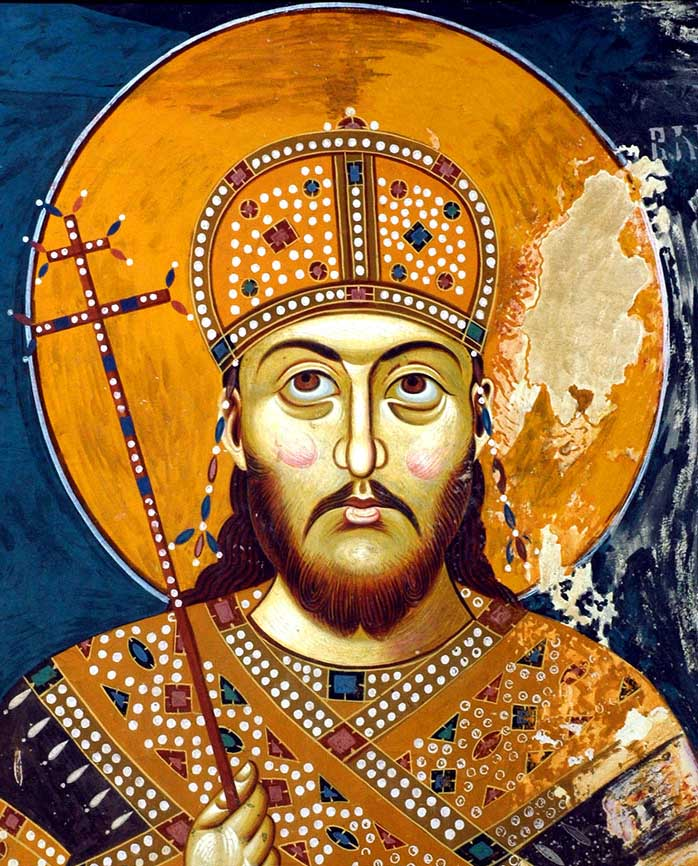
Srbský car Dušan Veliký

V Srbsku se nechal korunovat roku 1346 „císařem a samovládcem Srbska a Romanie“ (tj. Byzance) Štěpán Dušan IV. Dobytí Konstantinopole a vznik slovansko-byzantského císařství, o něž dříve usilovali bulharští vládci, se poté zdálo být logickým vyústěním srbské expanzivní politiky. Roku 1355 však srbský car nečekaně zemřel, aniž své plány uskutečnil. Rozsáhlá srbská říše, složená z mnoha nesourodých území, se za vlády jeho nepříliš schopného syna Štěpána Uroše V. (1355–1371), který se rovněž nechal titulovat carem, začala rozpadat a jednotlivé oblasti se osamostatnily, což znamenalo konec srbského carství.